# Un-Break My Heart: The Remix Collection
A Un-Break My Heart: The Remix Collection Toni Braxton amerikai énekesnő nyolcadik albuma és első remixalbuma. 2005-ben jelent meg. Címét Toni legsikeresebb daláról, az Un-Break My Heartról kapta. Tíz remix szerepel rajta, melyeket Hex Hector, David Morales, Frankie Knuckles, Peter Rauhofer, Junior Vasquez és mások készítettek.

## Számlista
1. Intro – 1:18
2. Un-Break My Heart (Soul Hex Anthem Vocal) – 5:51
3. Spanish Guitar (HQ2 Club Mix) – 7:48
4. You’re Makin’ Me High (David Morales Classic Mix) – 8:17
5. I Don’t Want To (Frankie Knuckles Franktified Club Mix) – 7:32
6. Hit the Freeway (HQ2 Club Mix) – 4:25
7. He Wasn’t Man Enough (Peter Rauhofer NYC Club Mix) – 6:38
8. He Wasn’t Man Enough (Junior Vasquez Marathon Mix) – 3:45
9. Maybe (HQ2/Dynamix NYC Club Mix) – 4:20
10. Un-Break My Heart (Frankie Knuckles Franktidrama Club Mix) – 8:28
11. Spanish Guitar (Joe Claussell Main Mix) – 6:21